# Федеральное дорожное агентство
Федеральное дорожное агентство (Росавтодор) — федеральный орган исполнительной власти, осуществляющий функции по оказанию государственных услуг и управлению государственным имуществом в сфере автомобильного транспорта и дорожного хозяйства, в том числе в области учета автомобильных дорог, а также функции по оказанию государственных услуг в области обеспечения транспортной безопасности в этой сфере и на городском наземном электрическом транспорте, находящийся в ведении Министерства транспорта Российской Федерации (Минтранса России)
Одним из направлений деятельности является утверждение результатов оценки уязвимости и аккредитации юридических лиц на право проведения оценки уязвимости объектов транспортной инфраструктуры и транспортных средств. Транспортная безопасность — приоритетная задача ведомства.

## История

### Предыстория
В последние годы существования СССР, 6 июля 1990 года в структуре республиканских ведомств РСФСР на основе упраздняемого Министерства автомобильных дорог РСФСР был образован хозрасчётный производственно-хозяйственный комплекс республиканского подчинения — Российский государственный концерн по проектированию, строительству, реконструкции, ремонту и содержанию магистральных автомобильных дорог (Росавтодор).
После распада СССР, и образования Российской Федерации на основе бывшей РСФСР, 30 декабря 1991 года в составе Министерства транспорта Российской Федерации образовывается Федеральный дорожный департамент, которому передаётся исполнение государственных функций, ранее находившихся в сфере деятельности Российского государственного концерна «Росавтодор». Сам Росавтодор в дальнейшем подвергается приватизации, в результате которой 30 сентября 1992 года преобразовывается в Российское открытое акционерное общество «Концерн „Росавтодор“» (РОАО «Концерн „Росавтодор“»), впоследствии просуществовавший до 2004 года.
15 марта 1996 года на основе Федерального дорожного департамента и Департамента автомобильного транспорта Минтранса России была образована Федеральная автомобильно-дорожная служба России (ФАДС России), объединившая структуры и выполняемые задачи данных департаментов, и являвшаяся федеральным органом исполнительной власти, находящимся в ве́дении Министерства транспорта Российской Федерации.
Однако уже спустя 5 месяцев — 14 августа 1996 года, ФАДС России была упразднена, а её функции вновь переданы Министерству транспорта Российской Федерации, где на основе структурных подразделений центрального аппарата Минтранса России была сформирована автомобильно-дорожная служба.
23 апреля 1997 года в целях развития сети автомобильных дорог Российской Федерации, на базе структурных подразделений Министерства транспорта Российской Федерации, осуществлявших функции по управлению средствами федерального дорожного фонда, федеральными автомобильными дорогами и государственным имуществом, необходимым для обеспечения их функционирования, был образован новый федеральный орган исполнительной власти — Федеральная дорожная служба России (ФДС России).
25 мая 1999 года Федеральная дорожная служба России была преобразована в Российское дорожное агентство — федеральный орган исполнительной власти, выполнявший те же основные задачи, что и ФДС России.
17 мая 2000 года Российское дорожное агентство упраздняется, а его функции снова передаются Министерству транспорта Российской Федерации.
8 ноября 2001 года Приказом министра транспорта структурные подразделения центрального аппарата министерства, осуществляющие функции отраслевого управления в области дорожного хозяйства, объединяются в Государственную службу дорожного хозяйства Министерства транспорта Российской Федерации (сокращенно Росавтодор).

### Образование Федерального дорожного агентства
9 марта 2004 года на основе упраздняемых Министерства транспорта, Министерства путей сообщения Российской Федерации и Министерства Российской Федерации по связи и информатизации, создаётся Министерство транспорта и связи Российской Федерации.
Одновременно с этим, тем же нормативно-правовым актом, на основе бывших структурных подразделений упраздняемого Министерства транспорта Российской Федерации, осуществлявших функции по управлению имуществом и оказанию государственных услуг в сфере дорожного хозяйства, образовывается новый федеральный орган исполнительной власти — Федеральное дорожное агентство, находящийся в ве́дении создаваемого Министерства транспорта и связи Российской Федерации. На образованное Агентство возлагаются вышеупомянутые функции по оказанию государственных услуг, по управлению государственным имуществом и правоприменительные функции в сфере автомобильного транспорта и дорожного хозяйства.
В скором времени — 20 мая 2004 года, Министерство транспорта и связи Российской Федерации вновь разделяется на 2 министерства: Министерство транспорта и Министерство информационных технологий и связи Российской Федерации, где Федеральное дорожное агентство остаётся в ве́дении вновь воссозданного Министерства транспорта Российской Федерации.
23 июля 2004 года утверждается «Положение о Федеральном дорожном агентстве». 8 августа 2009 года в данное «Положение об Агентстве» вносятся изменения, согласно которым для Федерального дорожного агентства устанавливается сокращённое наименование — Росавтодор.

## Классные чины и форменная одежда
Служащие государственной гражданской службы имеют классные чины по группам 1, 2 и 3 классов, которые соответствуют воинскому званию. Классные чины устанавливает статья 11 Федерального закона от 27.07.2004 № 79-ФЗ «О государственной гражданской службе Российской Федерации» и Указ Президента Российской Федерации от 9.6.2006 № 577.
Служащие федерального дорожного агентства имеют универсальную форменную одежду, со знаками отличиями погонами, утвержденные Приказом Министерства транспорта РФ «О форменной одежде и знаках различия работников Федерального дорожного агентства» (ID проекта 01/02/01-17/00061018, подготовлен Минтрансом России 01.02.2017.
| Руководитель Росавтодор | Действительный государственный советник РФ 1 класса | Действительный государственный советник РФ 2 класса | Действительный государственный советник РФ 3 класса | Государственный советник РФ 1 класса | Государственный советник РФ 2 класса | Государственный советник РФ 3 класса |

| Советник государственной гражданской службы РФ 1 класса | Советник государственной гражданской службы РФ 2 класса | Советник государственной гражданской службы РФ 3 класса | Референт государственной гражданской службы РФ 1 класса | Референт государственной гражданской службы РФ 2 класса | Референт государственной гражданской службы РФ 3 класса | Cекретарь государственной гражданской службы РФ 1 класса | Cекретарь государственной гражданской службы РФ 2 класса | Cекретарь государственной гражданской службы РФ 3 класса |

## Показатели
По состоянию на конец 2016 года в управлении находятся 117 федеральных автомобильных дорог протяженностью 49 100 километров, из них: 1075 км — грунтовые дороги (2 %; за 4 года их протяжённость уменьшилась на 25 %), 5848 км — дороги IV технической категории (12 %), 18 855 км — дороги III технической категории (38,7 %), 19 283 км — дороги II технической категории (39 %), 3958 км — дороги I технической категории (8 %). Фактически в управлении находятся все федеральные автодороги, за исключением подведомственных ГК Автодор.
22 899 км дорог имеют «высокий» уровень содержания. 71 % федеральных трасс соответствует нормативным требованиям (к 2019 году планируется довести этот показатель до 100 %).
За период 2015—2016 отремонтировано 18 000 км дорог. В 2016 году построено и реконструировано 245 новых километров трасс, введены в эксплуатацию 1520 км дорог федерального значения после капитального ремонта, 6700 км — после ремонта. Построено 13 транспортных развязок, 50 мостов и путепроводов, 25 надземных пешеходных переходов, установлено 25 000 п. м. шумозащитных экранов, завершена реконструкция 45 ремонтонепригодных мостов, на 258 мостах проведён капитальный ремонт и ремонт сооружений.
За период 2013—2016 аварийность на федеральных трассах снизилась на 8 %, число погибших уменьшилось на 45 %, число лобовых столкновений уменьшилось на 55 %.

### Инженерные сооружения
5962 мостовых сооружения. 268 надземных и подземных пешеходных переходов. 45 автодорожных тоннелей.

## Структура и руководство

### Руководители
- Анатолий Насонов (16 марта — 16 августа 2004)
- Олег Белозёров (2004 — 2009).
- Анатолий Чабунин (17 марта 2009 — 19 ноября 2012[24]).
- Роман Старовойт (19 ноября 2012 года[25] — 27 сентября 2018 года)
- Андрей Костюк (с 27 сентября 2018 года[26])
- Роман Новиков (с 30 января 2021 года).[27]

### Структура агентства
- Руководитель Федерального дорожного агентства
- Заместители руководителя Федерального дорожного агентства
- Управление строительства автомобильных дорог
- Управление эксплуатации автомобильных дорог
- Управление научно-технических исследований, информационных технологий и хозяйственного обеспечения
- Управление регионального развития и реализации национального проекта[28]
- Финансово-экономическое управление
- Управление транспортной безопасности
- Управление административно-кадровой работы и правового обеспечения
- Управление земельно-имущественных отношений